# Komsomolskij (rejon korienowski)
Komsomolskij (ros. Комсомольский) – osiedle w Rosji, w Kraju Krasnodarskim, w rejonie korienowskim. W 2010 liczyło 1869 mieszkańców.